# Нумедалслоген
Нумедалслоген је ријека у источној Норвешкој, дуга око 250 km. Градови кроз које пролази су: Ларвик, Лабро, Конгсберг, Глесберг, Ролаг и Норе и Увдал. Извире у НП Хардангервида, док се завршава у Скагераку. На ријеци се налазе бројне хидроелектране. Најстарија се налази у Лабру, која је данас туристички центар.